# 성화중학교 (충북)
성화중학교(聖化中學校)는 대한민국 충청북도 청주시 서원구 성화동에 있는 공립 중학교이다.

## 학교 연혁
- 2008년 3월 1일 : 성화중학교 개교
- 2008년 3월 1일 : 초대 한동환 교장 취임
- 2010년 3월 1일 : 교과교실제 자율학교 지정(영어, 수학, 과학)
- 2010년 6월 24일 : 역도장 시설
- 2011년 4월 1일 : 학교문화 선도학교 지정
- 2014년 3월 1일 : 교육복지 우선지원사업 신규 사업학교 선정
- 2016년 2월 4일 : 제6회 졸업식(남 128명, 여 102명 계 230명, 누계 1,589명)
- 2016년 3월 1일 : 제5대 박태균 교장 취임

## 참고 자료
- 성화중학교 - 한국교육학술정보원 학교알리미